# Dinetus schmideggeri
Dinetus schmideggeri (лат.) — вид песочных ос (Crabronidae) рода Dinetus из подсемейства Dinetinae (ранее в Astatinae). Иран (на высоте 1800 м, 15 км ю-в Sarvestan / провинция Фарс). Назван в честь энтомолога Christian Schmid-Egger, специалиста по жалящим перепончатокрылым.

## Описание
Мелкие осы (около 5 мм) чёрного цвета с жёлтыми отметинами. Dinetus jordanicus характеризуется отсутствием длинных торчащих щетинок на голове и груди; матовый щиток с отчётливой микроскульптурой, неглубокой и нечёткой пунктировкой и продольными бороздками в задней области; густыми прижатыми щетинками на задних отделах проподеума; наличие заметных морщин на боковых частях проподеума, отсутствие зубцов на передних вертлугах и передних бёдрах, уплощённость передних бёдер с острым краем и косым наружным краем субдискоидальной ячейки (cu), сходящимся с нервулусом (cu-a). Он отличается от D. pictus и D. simplicipes иной формой щитка, более коротким антенномером 3 и иным строением проподеума. От всех других видов без длинных торчащих щетинок на голове и груди отличается строением щитка (у остальных видов гладкий и блестящий). Глаза не соприкасаются друг с другом, но соприкасаются с основанием мандибул. Жвалы с выемкой внизу. В передних крыльях 2 субмаргинальные ячейки. Предположительно, как и другие близкие виды своего рода охотится на клопов (Heteroptera) или цикадок (Cicadinea), которых запасают для своего потомства в земляных гнёздах. Вид был впервые описан в 2021 году немецким гименоптерологом Hans-Joachim Jacobs (Senckenberg Deutsches Entomologisches Institut, Мюнхеберг, Германия).